# Montel-de-Gelat
Montel-de-Gelat ist eine französische Gemeinde mit 417 Einwohnern (Stand 1. Januar 2022) im Département Puy-de-Dôme in der Region Auvergne-Rhône-Alpes (vor 2016 Auvergne). Die Gemeinde gehört zum Arrondissement Riom und zum Kanton Saint-Ours (bis 2015 Pontaumur).

## Lage
Montel-de-Gelat liegt etwa 55 Kilometer westnordwestlich von Clermont-Ferrand in der alten Kulturlandschaft der Combrailles. Umgeben wird Montel-de-Gelat von den Nachbargemeinden Dontreix im Norden und Westen, Charensat im Nordosten, Villosanges im Osten, Tralaigues im Süden, Mérinchal im Westen und Südwesten.

## Bevölkerungsentwicklung
| Jahr                       | 1962 | 1968 | 1975 | 1982 | 1990 | 1999 | 2006 | 2013 |
| Einwohner                  | 750  | 701  | 658  | 563  | 503  | 522  | 500  | 473  |
| Quellen: Cassini und INSEE |      |      |      |      |      |      |      |      |

## Sehenswürdigkeiten
- Kirche Saint-Mamert, Mitte des 14. Jahrhunderts erbaut, Monument historique

## Weblinks

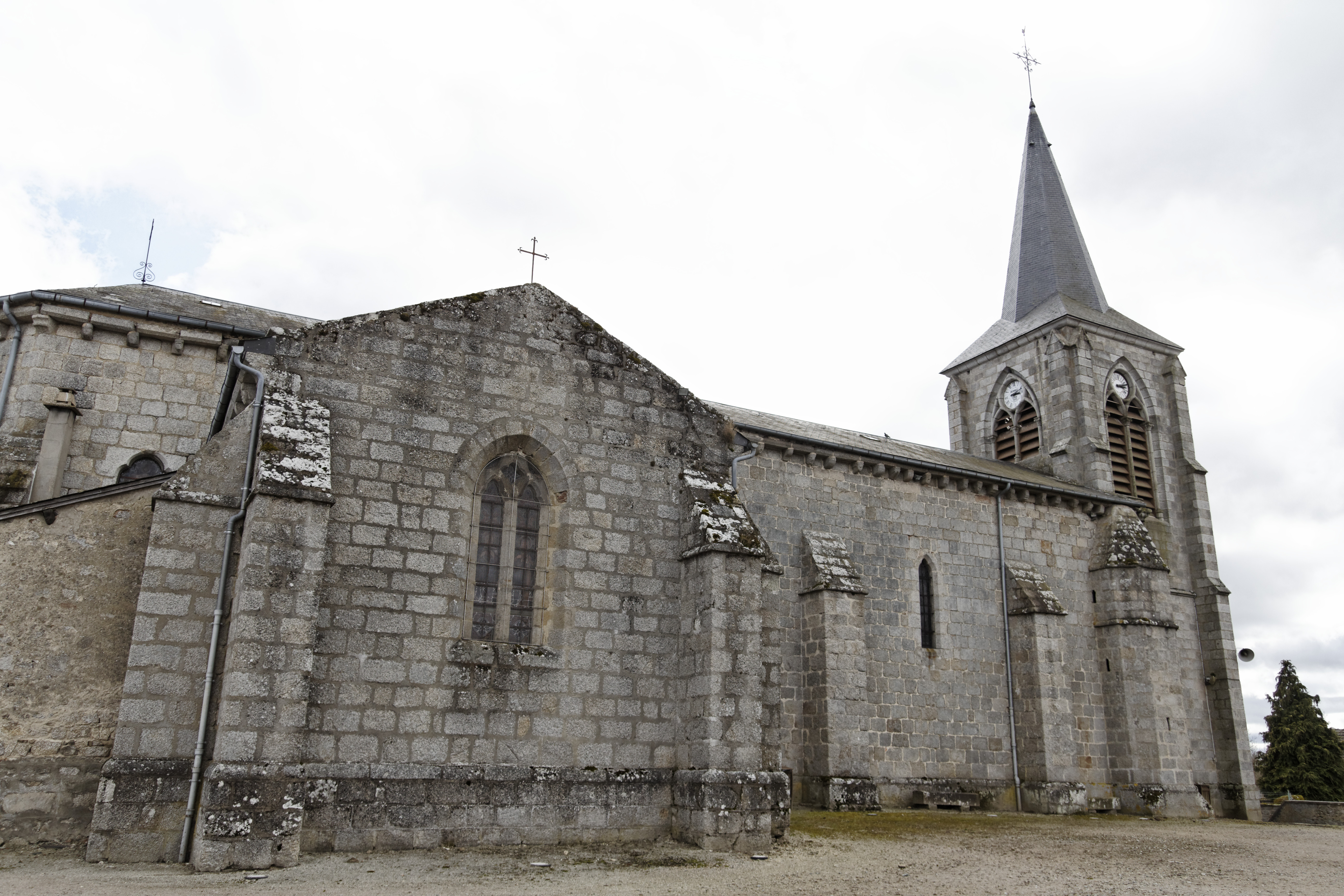
Kirche Saint-Mamert